# Етьєн Фор
Етьє́н Фор (фр. Étienne Faure; нар. 11 листопада 1969, Франція) — французький кінорежисер, сценарист та продюсер.

## Життєпис
Етьєн Фор народився 6 листопада 1969 року на півдні Франції. Свою кар'єру в кіно починав наприкінці 1980-х, знімаючи короткометражні стрічки. Дебютною повнометражною роботою Етьєна Фора став фільм «На межі можливого» (2000).
Етьєн Фор працює продюсером та режисером. Його фільм 2012 року «Хаос» (Désordres) був показаний на багатьох міжнародних фестивалях та був номінований на отримання Премії «Люм'єр» у категорії «Найперспективніший актор» (Нільс Шнейдер).
У 2015 році Етьєн Фор поставив фільм «Бізарр», прем'єра якого відбулася на 65-му Берлінському кінофестивалі, де він був показаний у програмі Панорама. Стрічку також було відібрано у конкурсну програму ЛГБТ-фільмів Сонячний зайчик 45-го Київського міжнародного кінофестивалю «Молодість».

## Фільмографія
Короткометражні фільми
| Рік  | Українська назва | Оригінальна назва        | Примітки                           |
| ---- | ---------------- | ------------------------ | ---------------------------------- |
| 1988 | У пошуках Тадзіо | À la recherche de Tadzio | документальний, режисер, сценарист |
| 1992 | Усі хлопці       | Tous les garçons         | режисер, сценарист                 |
| 1992 | Невидимі паролі  | Les paroles invisibles   | режисер, сценарист                 |
| 1997 | Кінець ночі      | La fin de la nuit        | режисер, сценарист                 |
| 2004 | Полонений        | Prisonnier               | режисер, сценарист, продюсер       |

Повнометражні фільми
| Рік  | Українська назва  | Оригінальна назва | Примітки                           |
| ---- | ----------------- | ----------------- | ---------------------------------- |
| 2000 | На межі можливого | In extremis       | режисер, сценарист, продюсер       |
| 2004 |                   | Quoi?, l'éternité | документальний, режисер, сценарист |
| 2009 | Ілюзії            | Des illusions     | режисер, сценарист, продюсер       |
| 2012 | Хаос              | Désordres         | режисер, сценарист, продюсер       |
| 2015 | Бізарр            | Bizarre           | режисер, сценарист                 |
| 2015 | Берег річки       | River Bank        | у виробництві, режисер             |

## Громадська позиція
У 2018 підтримав звернення Асоціації режисерів Франції на захист ув'язненого у Росії українського режисера Олега Сенцова